# Régiments d'infanterie français d'Ancien Régime (F)
Cet article présente la liste des régiments d'infanterie français d'Ancien Régime, commençant par la lettre F.

## F
- Régiment de Fabert

C'est l'ancien régiment de La Valette (1639-1639), qui est renommé « régiment de Fabert » après avoir été donné à Abraham Fabert, le 28 septembre 1639. Affecté à l'armée d'Italie, il se trouve au siège de Turin en 1640. Réformé en 1641, il est rétabli le 10 janvier 1644 et, affecté à l'armée d'Allemagne, il se trouve à la bataille de Fribourg en 1644, aux batailles de Mariendhal et de Nördlingen en 1645. Il rejoint l'armée de Catalogne en 1646 et participe à l'expédition des présides de Toscane, et aux sièges de Piombino et de Portolongone en 1646. Réformé à la fin de 1650, il est rétabli le 30 mai 1653 et sert en Champagne et en Flandre. Il est licencié en décembre 1658.
- Régiment de Fabrègues (1621-1623)

Le régiment est levé le 7 juillet 1621 par N. de Fabrègues, dans le cadre de la répression organisée contre les Huguenots. En 1621, il participe au siège de Montauban puis en 1622 aux sièges de Tonneins et de Montpellier durant lequel son mestre de camp est tué. Il est licencié le 14 février 1623 après le traité de Montpellier.
- Régiment de Fabrègues

Le régiment est levé le 13 janvier 1648 par François-Antoine de Sarret, marquis de Fabrègues, dans le cadre de la guerre franco-espagnole. Affecté à l'armée de Catalogne, il se trouve au siège de Tortose en 1648. Il devient un régiment frondeur, il est licencié en 1652.
- Régiment de Famechon 

C'est l'ancien régiment de Piettemont, qui est renommé « régiment de Famechon » le 1er novembre 1677 après avoir été donné le 1er novembre 1677 à Ignace de Belvalet, comte de Famechon. Dans le cadre de la guerre de Hollande il est affecté à l'armée de Catalogne et se trouve à la prise de Puycerda en 1678. Engagé dans la guerre de la Ligue d'Augsbourg, le régiment sert sur la Bidassoa en 1688 et 1689 puis il est envoyé à l'expédition d'Irlande en 1690 durant laquelle il participe à la bataille de la Boyne et à la défense de Limerick. Il rentre en France en 1691 et passe en Italie et assiste à la bataille de La Marsaglia en 1693, avant de rejoindre l'armée de Catalogne avec laquelle il participe à la bataille du Ter, aux prises de Palamos, de Gérone (ca), d'Ostalrich et de Castellfollit en 1694, puis il retourne à l'armée d'Italie en 1695 et 1696. Il prend le nom de régiment d'Isenghien après avoir été donné le 11 février 1697 à Louis de Gand-Vilain de Mérode de Montmorency, prince d'Isenghien.
- Régiment de Fégely 

Ce régiment est amené en mars 1614, par Jacques Fégely, dans le cadre de la guerre de Succession de Juliers. Congédié la même année, il est rappelé le 13 novembre 1616. Affecté dans l'armée de Champagne il est congédié le 1er décembre 1616
- Régiment de Fénélon

Le régiment est levé le 6 mars 1652 par Antoine de Salignac, marquis de La Mothe-Fénélon. Il est licencié en 1653.
- Régiment de Ferrières

Le régiment est levé le 13 août 1624 par Jérémie baron de Ferrières dans le cadre de la guerre d'Italie. Il rejoint l'armée de Lesdiguières et participe aux sièges de Novi, de Gavi et Verrue. Réformé en mai 1626 il est rétabli 8 septembre 1644 et participe à la guerre franco-espagnole dans l'armée de Catalogne avec laquelle il est présent, en 1645, au siège de Roses et à la bataille de Llorens (ca) puis au siège de Lérida en 1646. Le régiment est licencié le 15 janvier 1647.
- Régiment de Fersen 

Ce régiment allemand est levé le 1er novembre 1745 par N. comte de Fersen. Engagé dans la guerre de Succession d'Autriche, il participe aux campagnes de Flandre jusqu'en 1616. Il prend le nom de régiment de Nassau-Usinghen après avoir été donné le 12 avril 1754 à Jean Adolphe, comte de Nassau-Usinghen.

Régiment de Fersen (1745-1754)
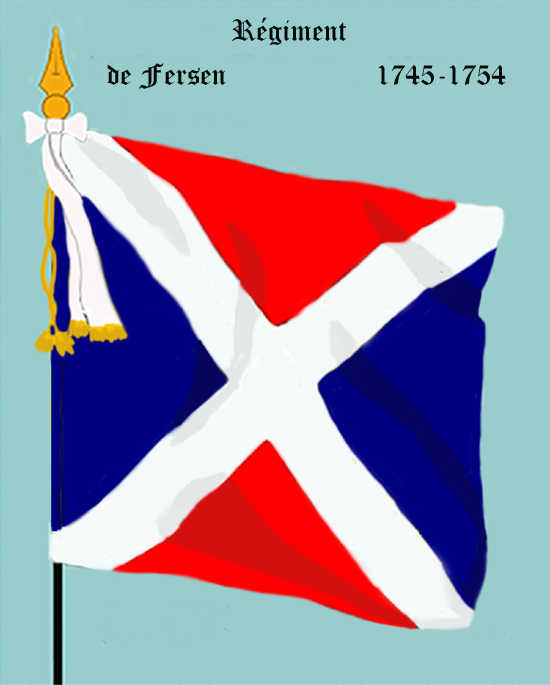

- Régiment des Feugerez

Le régiment est levé le 7 mai 1702 par N. des Feugerez. Engagé dans la guerre de Succession d'Espagne il sert à l'armée de Flandre. Il prend le nom de régiment de Girardin le 8 août 1706 après avoir été donné à Alexandre-Louis de Girardin de Vauvray.
- Régiment de Feuquières (1636-1658)

Ce régiment est levé le 4 septembre 1636, par Isaac de Pas, marquis de Feuquières, dans le cadre de la guerre de Trente Ans. Le régiment est envoyé au secours d'Haguenau et au siège de Saverne en 1636, aux sièges d'Ivoy et de Damvilliers en 1637, à la conquête de la Franche-Comté et au siège de Brisach en 1638, et au siège et combat de Thionville en 1639. Donné en 1640 au frère du mestre de camp, il est mis en garnison à Verdun et est licencié en décembre 1658.

Régiment de Feuquières (1637-1700)
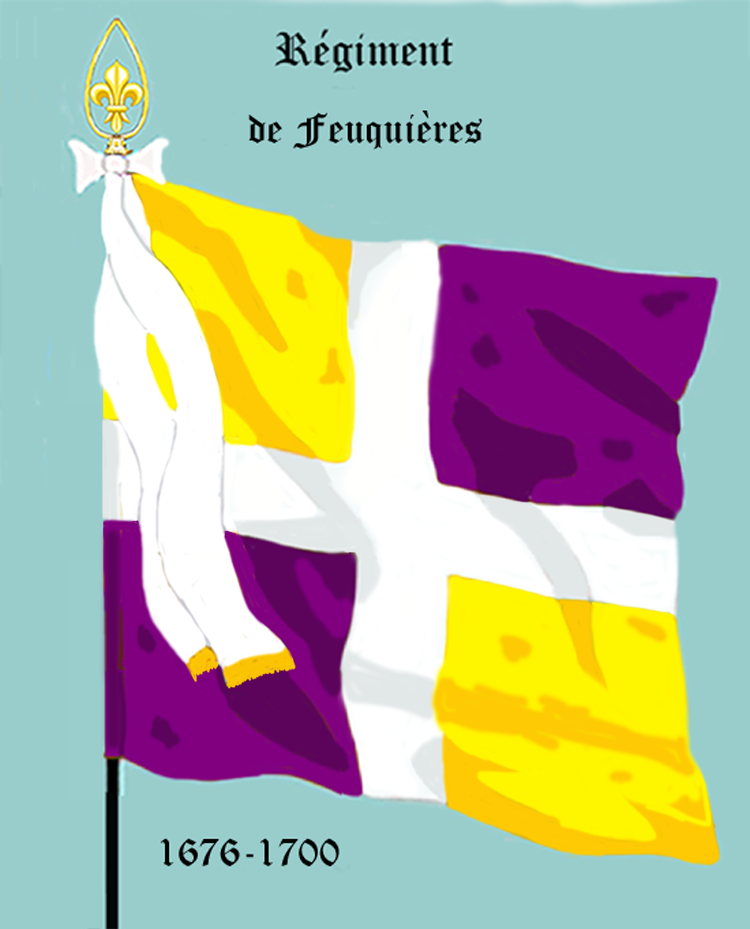

C'est l'ancien régiment de Rambures, qui est renommé « régiment de Feuquières » en 1637 et qui prend le nom de régiment de Leuville en 1700.
- Régiment de Feuquières (1637-1700)

- Régiment de Feuquières (1710-1712)

C'est l'ancien régiment de Bellesuvée, qui est renommé « régiment de Feuquières » après avoir été donné en 1710 à N. de Pas, chevalier de Feuquières. Engagé dans la guerre de Succession d'Espagne, il est licencié en 1712.
- Régiment de Fischer 

Ce régiment est appelé le 15 avril 1589 et commandé par Louis Fischer, de Glaris, pour la huitième guerre de Religion. Le régiment sert d'abord en Savoie et arrive, le 10 juillet 1589 devant Paris puis participe à la bataille d'Ivry en 1590. Il est licencié en 1591. Ce régiment et les régiments de Hartmanis, d'Arreger et de Grissach faisaient partie de la capitulation négociée par Nicolas de Harlay de Sancy, à Ivry, qui y engagea le fameux diamant acquis par lui du roi de Portugal, et qui est resté connu sous le nom de Sancy.
- Régiment des Chasseurs de Fischer

Voir à Chasseurs
- Régiment de Fitzgerald 

C'est l'ancien régiment d'Albemarle, qui est renommé « régiment de Fitzgerald » après avoir été donné le 10 février 1703 à Nicolas Fitzgerald. Dans le cadre de la guerre de Succession d'Espagne, il participe à l'expédition de Tyrol en 1703, aux sièges de Verceil, d'Ivrée et de Verrue en 1704, à la bataille de Cassano en 1705, au siège et bataille de Turin en 1706. Il rejoint l'armée de Flandre en 1707 avec laquelle il assiste à la bataille d'Audenarde en 1708 durant laquelle le colonel y est tué. Il prend le nom de régiment d'O'Donnel après avoir été donné le 7 août 1708 à Daniel O'Donnel de Tyrconnel (en).
- Régiment de Fitz-James

C'est l'ancien régiment de Berwick (1698-1719), qui est renommé « régiment de Fitz-James » le 1er février 1719, après avoir été donné à Jacques de Berwick, duc de Fitz-James. Engagé dans la guerre de Succession d'Espagne, Il est affecté à l'armée des Pyrénées. Donné le 22 décembre 1729 à Édouard de Berwick, comte de Fitz-James, il rejoint, dans le cadre de la guerre de Succession de Pologne l'armée d'Allemagne en 1733, et participe au siège de Kehl en 1733, à la bataille d'Ettlingen, et au siège de Philippsbourg en 1734, et à la bataille de Clausen en 1735. Pour la guerre de Succession d'Autriche, il passe à l'armée de Flandre en 1742, à l'armée du Bas-Rhin en 1743, avec laquelle il assiste à la bataille de Dettingen en 1743, puis à l'armée de Flandre en 1744, avec laquelle il participe aux prises de Menin, d'Ypres et de Furnes en 1744, aux sièges de Tournai, d'Ostende et de Nieuport en 1745, à l'expédition d'Écosse et à la bataille de Culloden en 1746. Il est affecté à l'armée de Flandre en 1747, et combat à la bataille de Lauffeld en 1747, et au siège de Maastricht en 1616. Lors de la guerre de Sept Ans, il est affecté à l'armée d'Allemagne en 1757, et participe à la bataille de Hastenbeck, et à la conquête du Hanovre cette même année. Il est donné le 30 mai 1758 à Charles de Berwick, duc de Fitz-James qui mène le régiment aux batailles de Krefeld et de Lutzelberg en 1758, à la bataille de Minden en 1759, puis il sert sur les côtes de 1760 à 1762. Après la paix, il parcourt de 1616 à 1775 les garnisons de Cambrai, d'Uzès, de Gravelines, de Dunkerque, de Bouchain, de Béthune, de Port-Louis et de Cambrai. Il est incorporé le 26 avril 1775 avec le régiment de Clare, qui prend le nom de régiment de Berwick. Le régiment de Fitz-James avait trois drapeaux verts avec une traverse rouge ondulée dans chaque carré. La croix était rouge bordé de blanc comme pour les autres corps irlandais. Ce régiment porta d'abord habit rouge, doublure, parements, culotte, veste, boutons, bas et galon de chapeau blancs. En 1760, la veste était rouge, les parements et collets noirs, les boutons et le galon d'or; doubles poches en long garnies chacune de six boutons, quatre boutons sur la manche, douze sur un côté de l'habit, boutonnières jaunes. En 1616, la veste redevient blanche, le collet et les revers sont verts, et les parements rouges. En 1770, les parements, revers et collet sont noirs, et les boutons sont blancs.
- Régiment de Flamarens

C'est l'ancien régiment du Biez (1702-1710), qui est renommé « régiment de Flamarens » après avoir été donné en juin 1710 à N. de Grossoles de Flamarens. Engagé dans la guerre de Succession d'Espagne, il quitte la Flandre et passe sur les Alpes en 1711. Il est licencié en 1714.
- Régiment de Flandre (1646-1649)

Ce régiment est levé sous ce titre le 17 juin 1646, pour tenir garnison à Dunkerque. Il prend le nom de [régiment d'Estrades après avoir été donné en 1649 à Godefroy, comte d'Estrades.
- Régiment de Flandre (1684-1762)

Ce régiment est créé sous ce titre, le 1er septembre 1684, et formé avec la compagnie d'Iverny du régiment de Picardie et des compagnies de garnison. Il est donné à N. Le Sens, marquis de Folleville. Dans le cadre de la guerre de la Ligue d'Augsbourg, il est affecté à l'armée de Roussillon en 1689 avec laquelle il se trouve à la prise de Campredon puis il rejoint l'armée des Alpes en 1690 et participe à la bataille de Staffarde, à la conquête de la Savoie et du comté de Nice en 1691, à la bataille de la Marsaglia en 1693 avant de rejoindre l'armée du Rhin de 1695 à 1697. Engagé dans la guerre de Succession d'Espagne, il passe à l'armée d'Italie en 1700 et se trouve à la bataille de Chiari en 1701. Il est donné le 20 avril 1702 à Thomas Legendre de Collandre qui le mène à la bataille de Luzzara en 1702, à l'expédition de Tyrol en 1703 et aux sièges de Verceil, d'Ivrée et de Verrue en 1704 et 1705. Il est donné le 6 décembre 1705 à François-Armand de Laurencin, marquis de Mison avec lequel il assiste à la bataille de Calcinato et au siège de Turin en 1706. Il rejoint l'armée de Daùphiné de 1707 à 1712 puis l'armée du Rhin, avec laquelle il se trouve aux sièges de Landau et de Fribourg en 1713. Durant la guerre de la Quadruple-Alliance, il est affecté à l'armée des Pyrénées en 1719. Pour la guerre de Succession de Pologne il rejoint l'armée d'Italie en 1733 et participe à la bataille de Colorno et à la bataille de Parme en 1734 durant laquelle le colonel est tué. Il est alors donné le 19 juillet 1734 à Georges-Erasme, marquis de Contades qui mène le régiment à la bataille de Guastalla. Il est donné le 21 février 1735 à Guy-Louis de Coningham avec lequel il participe aux prises de Revere, de Reggio et de Gonzague en 1735. Le régiment est donné le 6 mai 1739 à Joseph-Maurice-Annibal de Montmorency-Luxembourg, marquis de Bréval avec lequel, dans le cadre de la guerre de Succession d'Autriche, il participe aux campagnes de 1739 à 1741 en Corse. Il rejoint l'armée des Alpes en 1743 et participe à la conquête du comté de Nice, à la bataille de Coni en 1744 aux sièges d'Acqui, de Tortone, de Pavie, d'Alexandrie, de Valenza et d'Asti en 1745, puis à la défense d'Asti en 1746 ou il est fait prisonnier et échangé la même année. Il est donné le 7 juin 1746 à François-Martial, comte de Choiseul-Beaupré qui est à sa tête lors de la seconde conquête du comté de Nice et la défense de Gênes en 1747 et 1616. Le 10 février 1749 il reçoit l'incorporation du régiment d'Auxerrois (1692-1749). Il est donné le 3 décembre 1751 à Vital-Auguste de Grégori, marquis de Nozières et se trouve au camp de Gray en 1753. Durant la guerre de Sept Ans, il sert en Corse de 1756 à 1762. Le régiment est incorporé le 10 décembre 1762 dans le régiment de Touraine. Ce régiment de Flandre avait six drapeaux : ceux d'ordonnance avaient dans chaque carré une bande jaune entre deux bandes bleues perpendiculaires à la hampe. Il portait habit et culotte blancs; veste, collet et parements bleus; boutons blancs et jaunes mélangés; pattes de poches plus larges que hautes, garnies de six boutons mêlés, quatre sur les manches; chapeau bordé d'or et d'argent.

Régiment de Flandre (1684-1762)
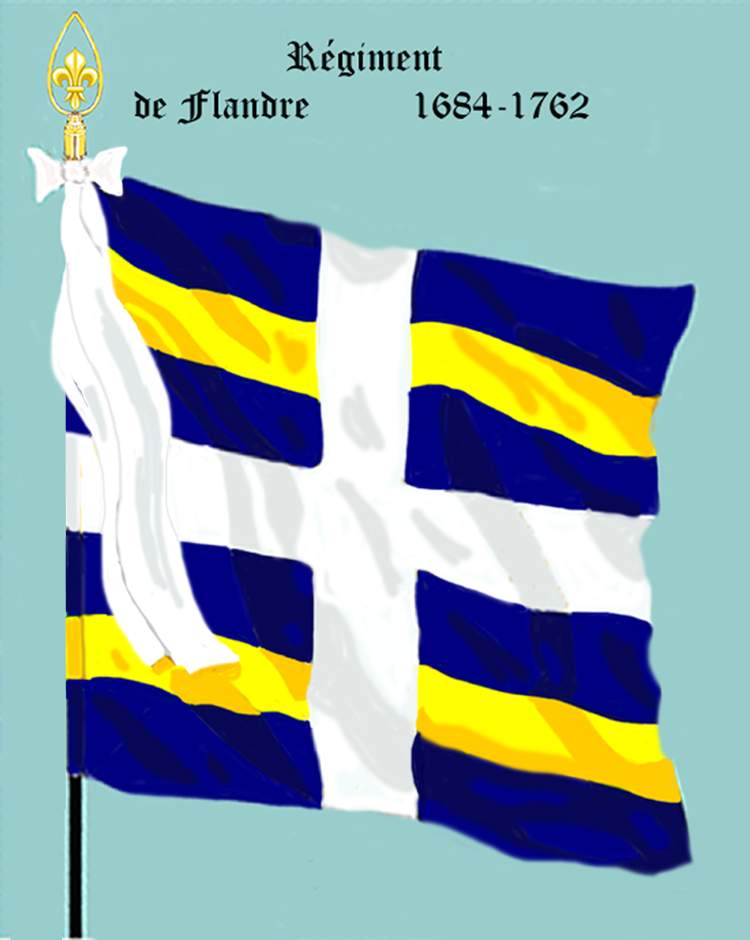

- Régiment de Flandre

C'est l'ancien régiment de Rougé, qui est renommé « régiment de Flandre » en 1762. Par ordonnance royale du 25 mars 1776, les 3e et 4e bataillons du régiment forment le régiment de Cambrésis. Par ordonnance du 30 janvier 1778, la compagnie de grenadiers du bataillon de garnison du régiment forme le régiment des grenadiers royaux de la Picardie. Le « régiment de Flandre » est devenu depuis la Révolution le 19e régiment d'infanterie de ligne.

Régiment de Flandre (1763-1791)
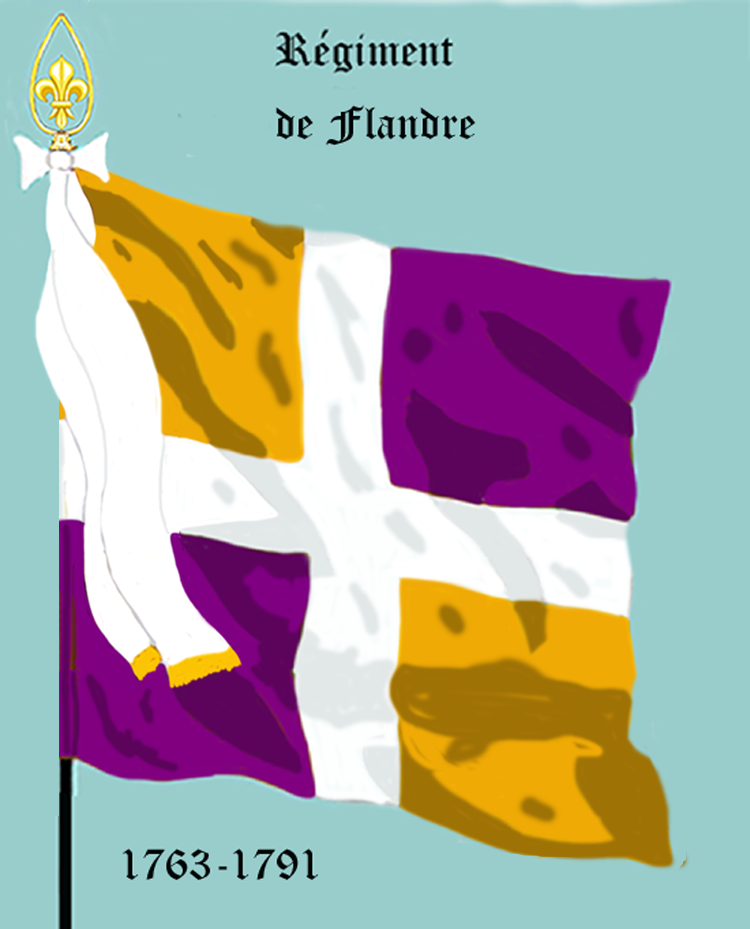

- Régiment de Flechstein 

Ce régiment allemand est levé le 26 décembre 1643 par N. Flechstein, dans le cadre de la guerre de Trente Ans. Il participe à la bataille de Fribourg en 1644. Il prend le nom de régiment de Friezen après avoir été donné en 1647 à N. de Friezen.
- Régiment de Fleissey 

Ce régiment irlandais, est levé le 20 juin 1653 par N. Fleissey, dans le cadre de la guerre franco-espagnole. Affecté à l'armée de Champagne, il participe au siège de Clermont-en-Argonne en 1654. Il est incorporé le 6 janvier 1657 dans le régiment Royal-Irlandais.
- Régiment de Fleix

Le régiment est levé le 3 mars 1622 par N. de Fleix pour participer à la répression de la première rébellion huguenote. Il se trouve au siège de Tonneins puis il est licencié le 14 février 1623.
- Régiment de Fleschet

Ce régiment est levé le 29 avril 1625, par N. de Fleschet dans le cadre de la guerre de Trente Ans. Il sert en Piémont et est licencié en mai 1626.
- Régiment de Flessan

Ce régiment est levé le 20 juillet 1597, dans le cadre la huitième guerre de Religion, par N. de Flessan. Il participe au siège d'Amiens durant lequel son mestre de camp est tué et est licencié après le siège.
- Régiment de Fleury

C'est l'ancien régiment de Bauffremont, qui donné le 8 juin 1744, à Jean-André-Hercule de Rosset, commandeur de Fleury est renommé « régiment de Fleury ». Engagé dans la guerre de Succession d'Autriche, il est affecté à l'armée du Bas-Rhin en 1745, passe à l'armée de Flandre et se trouve aux sièges de Termonde et d'Ath en 1745, aux sièges de Bruxelles et de Mons, et à la bataille de Rocoux en 1746, à la bataille de Lauffeld, et au siège de Berg-op-Zoom en 1747, et au siège de Maastricht en 1616. Il est incorporé le 10 février 1749, le bataillon des grenadiers dans le régiment des Grenadiers de France et le reste dans le régiment de Rohan-Rochefort. Le « régiment de Fleury » avait six drapeaux : ceux d'ordonnance étaient blancs avec des raies jaunes obliques. Ce régiment avait l'habit complet gris-blanc, les parements rouges, les boutons et le galon de chapeau d'or.

Régiment de Fleury (1744-1749)
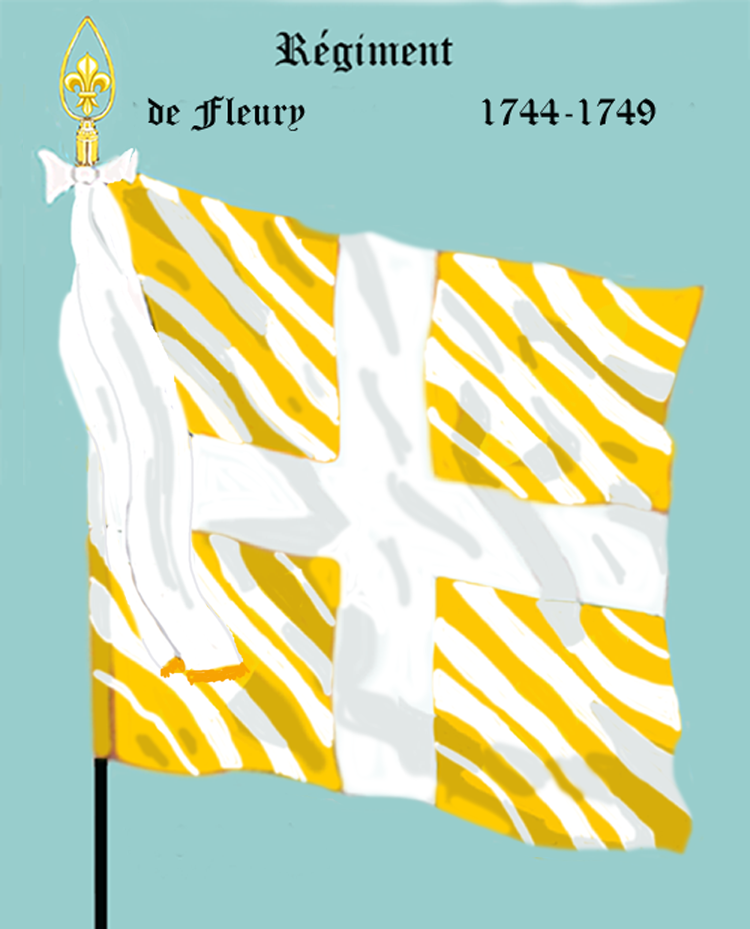

- Régiment de Florainville

Ce régiment est levé le 6 juillet 1632, dans le cadre de la guerre de Trente Ans par Henri de Florainville de Cousans. Il se trouve au siège de Nancy en 1633 et y est mis en garnison après la prise de la ville. Il rejoint l'armée d'Italie en 1635 et participe aux prises de Valenza, de Candia et de Sartirane. Affecté à l'armée d'Allemagne en 1637 il se trouve aux prises des villes forestières et au combat de Rheinfeld en 1638. Il rejoint l'armée d'Italie en 1639 et il se trouve au combat de La Route (La Rotta), en Piémont, près de Carmagnole, puis au siège de Turin en 1640 à la prise d'Ivrée en 1641, à la prise de Tortone en 1642, à la défense de Tortone et au siège de Trino en 1643. Réformé le 8 octobre 1643 il est incorporé dans les Vieux Corps.
- Régiment de Foissy

C'est un régiment, formé en novembre 1568, dans le cadre de la troisième guerre de Religion, par N. de Foissy. Il sert en Bourgogne et participe, en 1568 et 1569, au sièges de Donzy, de Noyers et de Vézelay ou son mestre de camp est tué et le régimet se disperse.
- Régiment de Foix

Le régiment est créé sous ce titre le 13 septembre 1684. Par ordonnance du 30 janvier 1778, une compagnie du régiment forme le régiment des grenadiers royaux de la Bretagne. Le « régiment de Foix » est devenu depuis la Révolution le 83e régiment d'infanterie de ligne.

Régiment de Foix
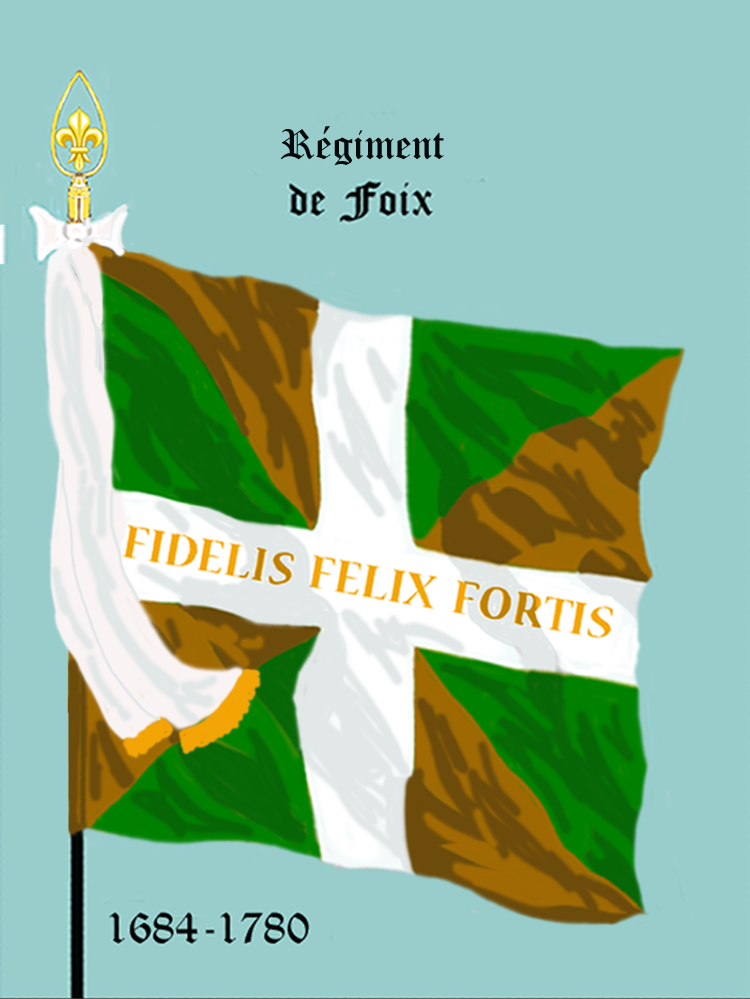
de 1684 à 1780
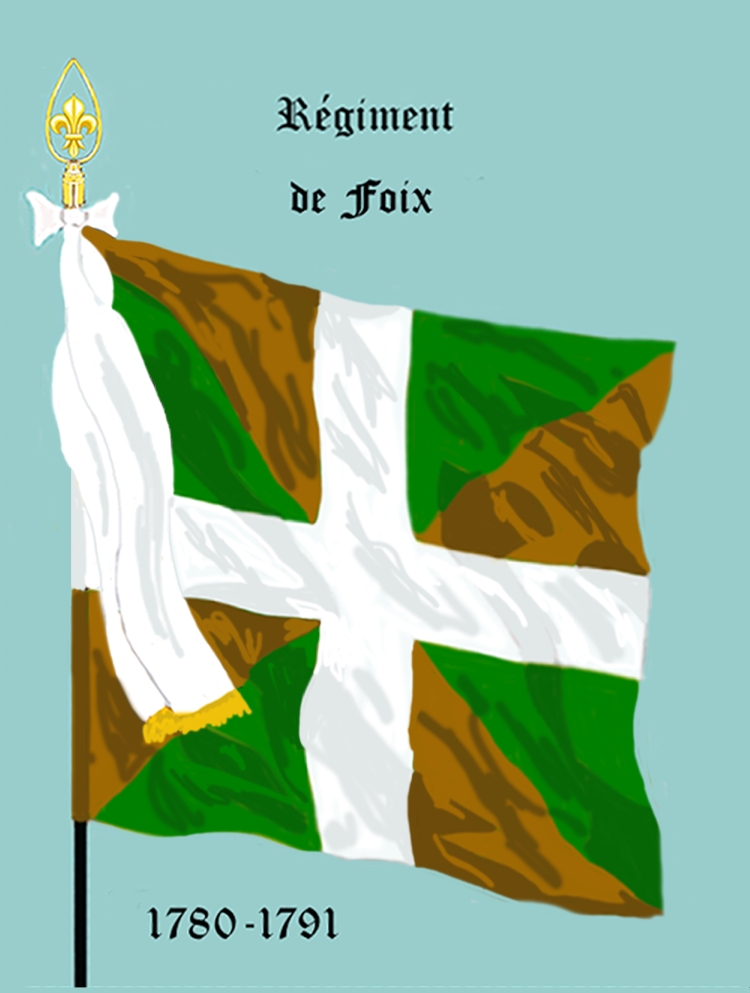
de 1780 à 1791

- Régiment de Folleville

Le régiment est levé le 9 juillet 1643 par Guillaume Le Sens, marquis de Folleville dans le cadre de la guerre de Trente Ans. Il sert à l'armée d'Allemagne avec laquelle il participe à la bataille de Tuttlingen puis il passe à l'armée de Flandre en 1648 avant d'être mis en garnison à Pont-Audemer en 1649. Il se trouve à la prise et à la bataille de Rethel en 1650, puis il sert en Picardie et en Guyenne en 1651. Il prend part au siège de Saintes en 1652, aux sièges de Mouzon et de Sainte-Ménehould en 1653, à l'expédition de Naples en 1654, au secours de Reggio et au siège de Pavie en 1655. Il est licencié 12 décembre 1659.
- Régiment de Fontanges

C'est l'ancien régiment de Broissia, qui est renommé « régiment de Fontanges » après avoir été donné en 1708 à N. marquis de Fontanges. Engagé dans la guerre de Succession d'Espagne, il achève la guerre en Flandre. Il est licencié en 1714 après la paix
- Régiment de Fontcouverte

Ce régiment est levé en mai 1594 dans le cadre la huitième guerre de Religion, par N. de Fontcouverte. Il sert en Dauphiné et est licencié le 6 mai 1598 après la paix de Vervins.
- Régiment de Fontenay

Le régiment est formé 1er janvier 1689 des milices de Flandre, par N. de Fontenay. Dans le cadre de la guerre de la Ligue d'Augsbourg il sert en Flandre et sur le Rhin. Il est licencié le 30 mars 1698.
- Régiment de Fontlebon 

C'est un régiment ligueur, levé, en Poitou, en janvier 1589, dans le cadre de la huitième guerre de Religion, par N. de Fontlebon. Il est licencié en 1591.
- Régiment de Forbus 

Ce régiment écossais, sous le commandement du colonel N. Forbus est admis au service de la France le 16 novembre 1635. Affecté à l'armée d'Allemagne, il est licencié en 1638.
- Régiment de Forez (1636-1637)

Ce régiment est levé sous ce titre le 6 mars 1636, dans le cadre de la guerre de Trente Ans. Affecté à l'armée d'Italie, il combat à Buffalora (it) en 1636 et il est licencié en 1637.
- Régiment de Forez (1684-1775)

Le régiment est créé sous ce titre, le 10 septembre 1684, et donné à Jean-Noël de Barbezières, comte de Chémerault. Engagé dans la guerre de la Ligue d'Augsbourg, il est envoyé à l'expédition d'Irlande, et participe à la bataille de la Boyne, et à la défense de Limerik en 1690, il rejoint l'armée des Alpes en 1691 et est donné le 4 avril 1693 au comte de Montmorency-Fosseuse qui le mène à la bataille de la Marsaille en 1693 durant laquelle le colonel y est tué. Il est remplacé par Louis, marquis de Polastron et assiste au siège de Valenza en 1696 puis il rejoint l'armée de Flandre en 1697. Dans le cadre de la guerre de Succession d'Espagne l'armée d'Italie en 1701, il participe aux sièges de Verceil et d'Yvrée en 1704. Il est donné cette année à Jean-Baptiste, comte de Polastron qui le dirige aux sièges de Verrue et de Chivasso, et à la bataille de Cassano en 1705, au siège de Turin en 1706 et à la bataille de Castiglione, où il s'illustra, à la défense de la Provence et de Toulon en 1707 puis il passe à l'armée des Alpes jusqu'en 1712. Donné le 27 février 1712 à Étienne-Joseph d'Ysarn, marquis de Villefort d'Haussy, il rejoint l'armée de Flandre en 1713. Il est donné le 22 juin 1716 à Charles-François-Marie d'Estaing, marquis de Saillant, puis il est donné le 13 décembre 1729 à Jean-René de Jouenne d'Esgrigny et envoyé, dans le cadre de la Guerre de Succession de Pologne (1733-1738), à l'armée d'Italie en 1733. Il est donné le 10 mars 1734 à Jean-Baptiste-François, marquis de Montmorin-Saint-Hérem qui mène le régiment aux batailles de Parme et de Guastalla en 1734 puis il rentre en France en 1736. Il est donné le 3 novembre 1738 à François Honoré de Choiseul, chevalier de Meuse avec lequel il effectue les campagnes de 1739 à 1741 en Corse. Durant la guerre de Succession d'Autriche, il est affecté à l'armée de Flandre en 1742 puis à l'armée du Bas-Rhin, et se trouve à la bataille de Dettingen en 1743 avant de rejoindre l'armée de Flandre en 1744. Donné le 24 mai 1744 à Marie-Charles-Auguste de Goyon-Grimaldi, comte de Matignon, il est envoyé à la défense de l'Alsace, et au siège de Fribourg avant de rejoindre l'armée du Bas-Rhin en 1745 et 1746 et de participer à la conquête du comté de Nice en 1747 et passé dans l'armée du Var en 1616. À la paix, il est mis en garnison à Prats-de-Mollo. Il est donné le 5 septembre 1749 à Jacques-Charles de Courbon, marquis de La Roche-Courbon, puis il est confié le 22 avril 1756 à Louis-Pierre de Chastenet, marquis de Puységur, remplacé le 4 mars 1757 par le marquis de Bernage de Chaumont. Pendant la guerre de Sept Ans, il se trouve sur les côtes de Normandie puis il est mis en garnison à Caen en 1616. Il est donné le 5 juin 1763 au chevalier de La Ferronays. Le régiment s'embarque en 1764 pour Saint-Domingue, où il reste jusqu'en 1767. Il avait été donné le 13 août 1765 à Léon-Eugène, comte de Maulde. Il occupe successivement les garnisons de Pont-Saint-Esprit, d'Antibes et de Monaco et est envoyé en Corse en 1770. Il rentre en France en 1774 et il est mis en garnison à Antibes. Il est incorporé le 26 avril 1775 dans le régiment d'Angoumois. Le « régiment de Forez » avait ses deux drapeaux d'ordonnance de couleur aurore, avec une traverse noire dans la diagonale de chaque carré. Il portait d'abord habit etculotte blancs, collet, parements et veste rouges; boutons jaunes; pattes ordinaires, chapeau bordé d'or. En 1616, lorsqu'il eut été attaché au service des ports et colonies, il eut revers et collet vert de Saxe, avec boutons et galon d'argent.

Régiment de Forez (1684-1775)
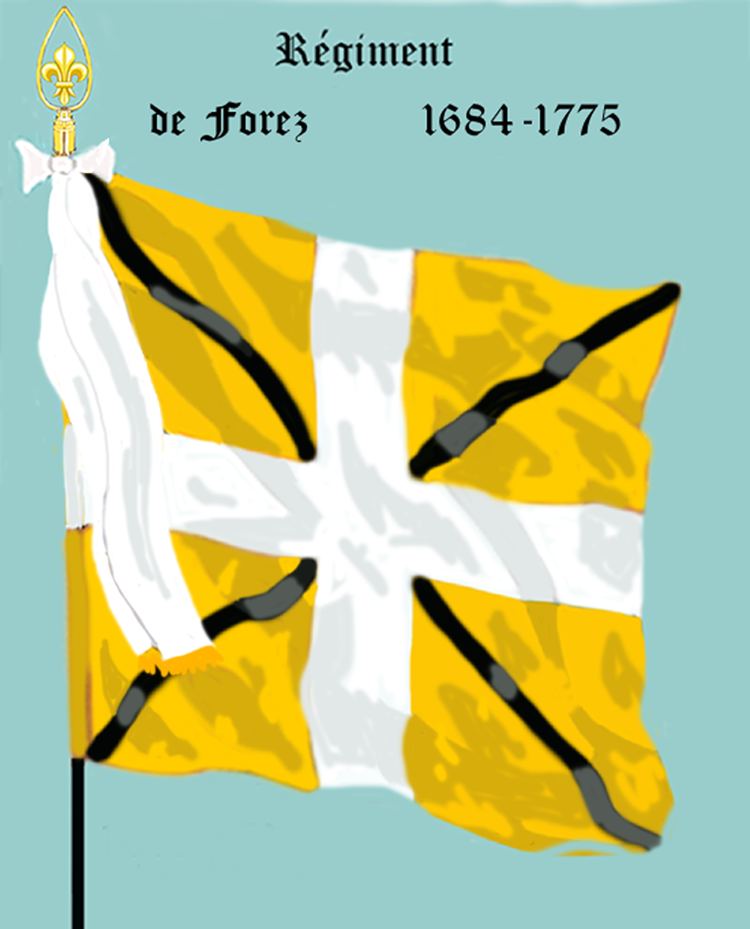

- Régiment de Forez

Le « régiment de Forez » est formé sous ce titre, par ordonnance royale du 26 avril 1775, avec les 1er et 3e bataillons du régiment de Bourdonnais. Par ordonnance du 30 janvier 1778, la compagnie de grenadiers du bataillon de garnison du régiment forme le régiment des grenadiers royaux de la Guyenne. Le « régiment de Forez » est devenu depuis la Révolution le 14e régiment d'infanterie de ligne.
.

Régiment de Forez (1776-1791)
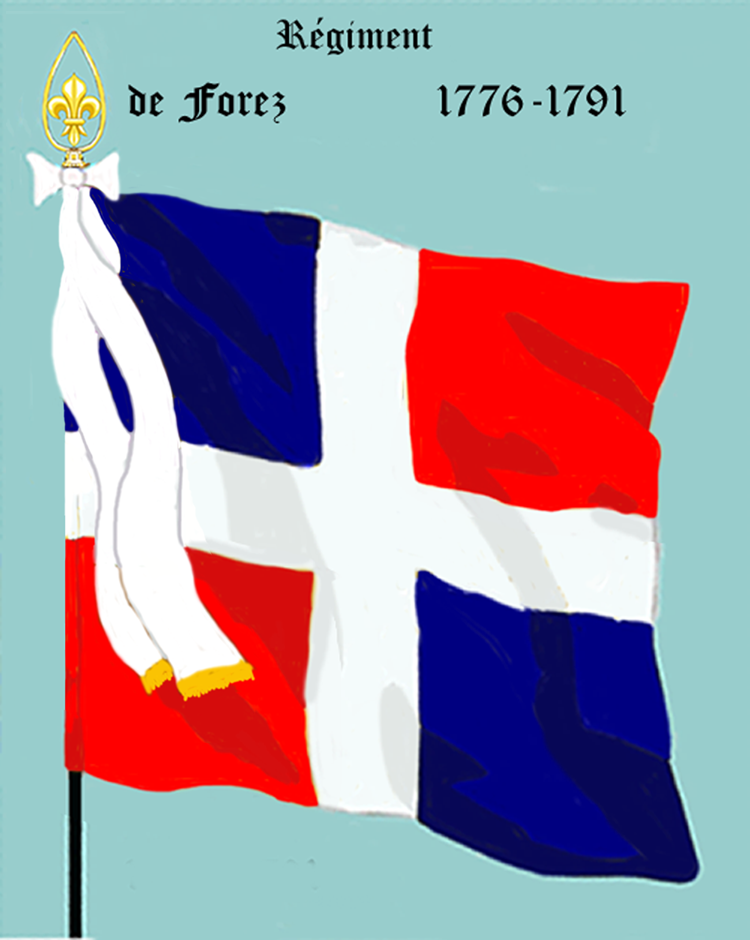

- Régiment de Forgeux

Ce régiment est levé le 27 mars 1630, par N. de Forgeux, dans le cadre de la guerre de Succession de Mantoue. Il participe à la conquête de la Savoie puis il est réformé après le traité de Cherasco en 1631. Rétabli en 1635, durant la guerre de Trente Ans, il est chargé d'occuper Porrentruy et est licencié après la campagne.
- Régiment du Fort

C'est l'ancien régiment de Maulevrier, qui est renommé « régiment de Le Normand du Fort » en février 1706, après avoir été donné à Pierre Lenormand du Fort et qui prend le nom de régiment de Lyonne le 29 novembre 1710.
- Régiment de Fossé

Le régiment est levé le 4 septembre 1636 par N. de Fossé dans le cadre de la guerre de Trente Ans. Il sert en Lorraine et est licencié en 1637.
- Régiment de Fougeray

Le régiment est levé le 15 septembre 1627 par Guy de Fougeray de Sainte-Maure dans le cadre de la répression de la troisième rébellion huguenote. Il participe au siège de La Rochelle et est réformé en novembre 1628 après la capitulation de la cité protestante.
- Régiment du Fouilloux

Ce régiment est levé en 1572 en Saintonge par N. de Meaux de Fouilloux pour la quatrième guerre de Religion. Il participe au siège de La Rochelle et par manque de moyens du Trésor royal le siège est levé et le régiment licencié le 24 juin 1573.
- Régiment de Fouquerolles (1585-1587) 

Ce régiment est levé en 1585 par N. de Fouquerolles pour la huitième guerre de Religion. En 1586, il participe à la défense de Marans et est licencié en 1587.
- Régiment de Fouquerolles (1636-1638)

Ce régiment est levé le 9 août 1636 par N. de Fouquerolles dans le cadre de la guerre de Trente Ans. Il participe à la reprise de Corbie et reste en garnison en Picardie. Le mestre de camp ayant été tué en 1638 près de Saint-Omer et le régiment se disperse.
- Régiment de Fourilles

Ce régiment est levé le 1er janvier 1592 dans le cadre la huitième guerre de Religion, par Blaise de Chaumejan de Fourilles. Le régiment participe à la défense de Rouen et est licencié en 1592.
- Régiment du Fourny

Ce régiment est levé en 1591, dans le cadre la huitième guerre de Religion, par N. du Fourny. Le mestre de camp est tué au siège de Noyon et le régiment se disperse la même année.
- Régiment de Fourquevaux

Ce régiment est levé le 8 janvier 1702 par Jean-Baptiste de Pavie, baron de Fourquevaux. Engagé dans la guerre de Succession d'Espagne, il est affecté à l'armée du Rhin puis à l'armée de Bavière en 1703. Il prend le nom de régiment de Sourches (1703-1706) le 17 octobre 1703 après avoir été donné à Louis-François du Bouchet, comte de Sourches.
- Bandes Françaises

Voir à Bandes
- Régiment de Francheville

Le régiment est levé le 5 septembre 1702 par N. de Francheville. Engagé dans la guerre de Succession d'Espagne, il prend le nom de régiment de Rochefort (1709-1712) après avoir été donné en 1709 à N. de Gassaut de Rochefort.
- Régiment de Francières

Ce régiment est levé le 21 novembre 1644, par Louis de Choiseul, marquis de Francières, dans le cadre de la guerre de Trente Ans. Il participe au siège de La Mothe en 1645, au siège de Dunkerque en 1646. Il est licencié le 2 octobre 1648. Ce corps est quelquefois désigné sous le titre de « régiment de Bassigny ».
- Régiment de Franclieu

C'est l'ancien régiment de La Londe (1702-1706), qui est renommé « régiment de Franclieu » après avoir été donné le 4 février 1706 à N. de Franclieu. Engagé dans la guerre de Succession d'Espagne il sert en Flandre. Il prend le nom de régiment de Bougis le 18 avril 1710 après avoir été donné à N. de Bougis
- Régiment de Francon

Le régiment est levé le 7 juillet 1621 par N. de Francon, dans le cadre de la répression organisée contre les Huguenots. En 1621, il se trouve au siège de Montauban durant lequel son mestre de camp y est tué. Le régiment est licencié après la campagne.
- Francs-Archers

Cette milice est instituée par Charles VII, le 28 avril 1448. C'est la première unité française à être constituée et entretenue par le Roi de France.
- Régiment de Fresne

Ce régiment est levé en mai 1585 dans le cadre de la huitième guerre de Religion, par François d'O de Fresne. En 1585, il participe au combat d'Angers, puis en 1587 le régiment devient ligueur. En 1594, il participe à la défense de Laon et après s'être soumis à Henri IV le régiment est licencié en 1595.
- Régiment du Fresnoy 

Le colonel du Fresnoy amène en 1542, à l'armée de Picardie, un régiment de 4 000 hommes.
- Régiment de Friezen 

C'est l'ancien régiment de Flechstein, qui est renommé « régiment de Friezen » après avoir été donné à N. de Friezen, en 1647. Il est mis en garnison à Philippsburg et licencié le 2 octobre 1648.
- Régiment de Froelich (1551-1559) 

Le colonel Guillaume Froelich, lève, en 1551, un régiment de 6 000 hommes pour servir en Piémont. Passé en 1553 en Picardie il est congédié 21 septembre 1553. Rappelé en Italie en 1556 puis passé en France la même année, il est congédié en 1559.
- Régiment de Froelich (1562-1563) 

Ce régiment levé, par ordre du 21 mai 1562, par Guillaume Froelich, de Soleure arrive le 25 juillet à Bonneval, près de Chartres puis participe aux sièges de Bourges, de Rouen et à la défense de Paris. En décembre 1562, Guillaume Froelich meurt et a pour successeur Gebhard Tammann qui donne son nom au régiment et devient le régiment de Tammann.
- Régiment de Froelich (1574-1575) 

Amené en mars 1574, par Guillaume Froelich, de Soleure, dans le cadre de la cinquième guerre de Religion, le régiment sert en Dauphiné et est détruit au pont d'Oreille, entre Die et Molières, le 13 juin 1575, par les troupes du capitaine huguenot Charles du Puy-Montbrun.
- Régiment de Frontenac

Le régiment est levé en avril 1644 par N. de Frontenac dans le cadre de la guerre franco-espagnole. Affecté à l'armée d'Italie, il participe au siège de Santia en 1644 et est licencié après la campagne.
- Régiment de Frontenay (1553-1553) 

Dans le cadre de la dixième guerre d'Italie, le baron de Frontenay conduit en 1553 un régiment de lansquenets, qui est congédié la même année.
- Régiment de Frontenay (1562-1563) 

Ce régiment protestant est formé en Poitou en 1562 par Jean de Rohan, seigneur de Frontenay dans le cadre de la première guerre de Religion. En 1562, le régiment participe à la prise d'Orléans et de Bourges, au blocus de Paris et à la bataille de Dreux. En 1563, il défend Orléans et est licencié le 19 mars 1563 après la chute de la ville.
- Régiment de Froulay (1703-1711)

Ce régiment est levé le 21 mai 1702 par Charles-François, comte de Froulay. Engagé dans la guerre de Succession d'Espagne il sert à l'armée de Flandre, participe à la bataille d'Ekeren en 1703, combat sur la Moselle en 1704, assiste au siège de Hombourg en 1705, rejoint l'armée de Flandre en 1706 et se trouve à la défense d'Ath, où il est fait prisonnier et échangé en 1707. Il prend le nom de régiment de Létorières le 7 mars 1711 après avoir été donné à N. chevalier de Létorières.
- Régiment de Froulay (1703-1711)

C'est l'ancien régiment de Broglie, qui est renommé « régiment de Froulay » après avoir été donné en avril 1703 à N., chevalier de Froulay. Engagé dans la guerre de Succession d'Espagne il rejoint l'Italie et participe au siège et bataille de Turin en 1706, puis il passe en Flandre, et se trouve à la défense d'Ath, où il y est fait prisonnier. Echangé en 1707, il est placé dans les lignes de la Lauter. Il prend le nom de régiment de Tiraqueau après avoir été donné en 1711 à N. de Tiraqueau.
- Régiment de Furstemberg (1537-1541) 

Le comte Guillaume de Furstemberg (de) amène en 1535, à l'armée d'Italie, un régiment de 6 000 lansquenets allemands, porté en 1537 à 10 000 hommes. Il quitte son service auprès de François Ier en octobre 1538 et est congédié en 1541.
- Régiment de Furstemberg (1670-1686) 

Ce régiment allemand est levé le 27 mars 1670 par Ferdinand, comte de Furstemberg. Le 10 mars 1678 il reçoit l'incorporation du régiment d'Hamilton. Il prend le nom de régiment Greder en 1686.

Régiment de Furstemberg (1670-1686)
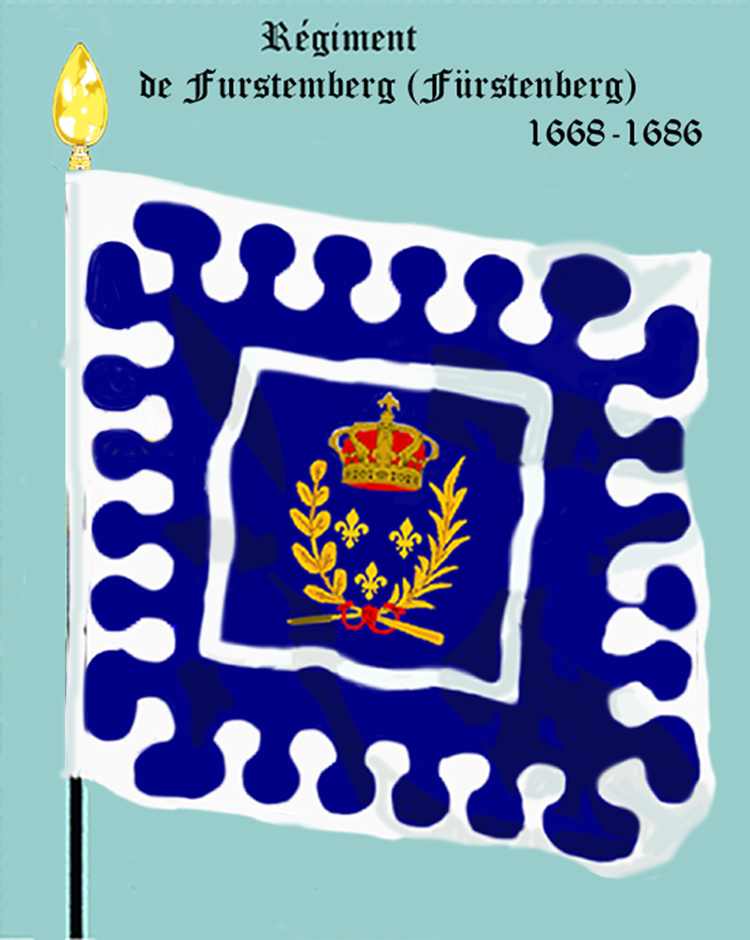

- Régiment de Fürstemberg (1693-1697)

Le 1er mars 1690, six compagnies du régiment de Fürstemberg forment le noyau du régiment de Yoel.

Régiment de Furstemberg (1693-1697)
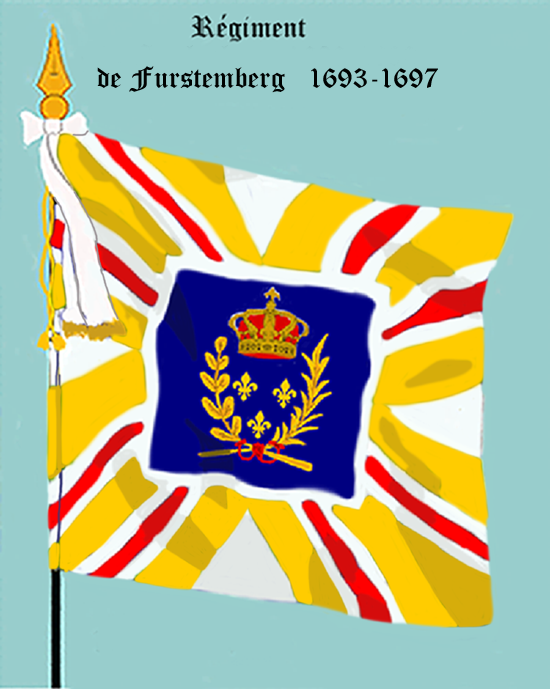

- Régiment des Fusiliers de Carrion-Nisas

Ce régiment est levé le 19 septembre 1696 par Henri, marquis de Carrion-Nisas. Engagé dans la guerre de la Ligue d'Augsbourg, il sert dans l'armée de Catalogne et participe au siège de Barcelone en 1697. Il est réformé le 30 décembre 1698.
- Régiment des Fusiliers de Guiscard également appelé Fusiliers de Guiscard

Ce régiment est levé le 22 août 1695, la frontière de Flandre française, par Louis, comte de Guiscard. Il a pour noyau trois compagnies franches levées le 8 octobre 1692. Dans le cadre de la guerre de la Ligue d'Augsbourg, il sert sur la Meuse puis il est donné en janvier 1696 au fils du premier colonel. Il est réformé le 19 juillet 1698.
- Régiment des Fusiliers d'Hocquincourt également appelé Fusiliers d'Hocquincourt

Ce régiment est levé le 28 décembre 1652 par Charles de Monchy, marquis d'Hocquincourt, dans le cadre de la guerre franco-espagnole. C'est le premier corps qui ait été complètement armé avec des fusils. Envoyé à l'armée de Catalogne, il se trouve au siège de Gérone en 1653, puis aasse en Italie en 1657 ou il participe au siège d'Alexandrie en 1657, et au siège de Mortare en 1658. Il est licencié le 12 décembre 1659.
- Régiment des Fusiliers de La Bretesche également appelé Fusiliers de La Bretesche

Ce régiment est levé le 22 août 1695, sur la frontière du Hainaut par Esprit de Joussaume, marquis de La Bretesche, qui le cède à son frère Louis de Joussaume, marquis de La Bretesche en août 1696. Engagé dans la guerre de la Ligue d'Augsbourg, il combat avec l'armée de la Moselle et il est réformé le 19 juillet 1698.
- Régiment des Fusiliers de La Croix également appelé Fusiliers de La Croix

Ce régiment est levé le 22 août 1695, sur la frontière de Luxembourg, par Jean-Jacques de La Croix. Dans le cadre de la guerre de la Ligue d'Augsbourg, il sert entre la Meuse et la Moselle. Il s'empare d'Huy par surprise en 1696. Il est incorporé le 30 décembre 1698 dans le régiment de Coëtquen (1696-1709).
- Régiment des Fusiliers de La Fare également appelé Fusiliers de La Fare

Ce régiment est levé le 22 août 1695, dans le comté de Nice, par Guillaume de Lopez, chevalier de La Fare. Il sert sur la Meuse puis il est réformé le 19 juillet 1698.
- Régiment des Fusiliers de La Morlière également appelé Fusiliers de La Morlière

Ce régiment est levé le 16 octobre 1745 par Alexandre Magallon de La Morlière et formé sur le pied de mille soixante fusiliers et cinq cent quarante dragons. Engagé dans la guerre de Succession d'Autriche, l'unité participe à la conquête de la Flandre hollandaise en 1746, à la bataille de Lauffeld en 1747 et au siège de Maastricht en 1616. Il est incorporé le 1er août 1749 dans le régiment des Volontaires de Flandre. L'infanterie de ce corps portait habit brun, parements, collet, veste et culotte garance, brandebourgs de même couleur, guêtres noires, bonnet noir, bordé de blanc, fusil à baïonnette et sabre. La cavalerie portait le même habit avec des aiguillettes garance, veste jaune, culotte de peau, bottines, casque de fer avec turban écarlate croisé de cuir noir et orné sur le devant de trois fleurs de lys de cuivre, mousqueton, pistolets et sabre, schabraque de peau de mouton bordée de jaune.

Régiment des Fusiliers de La Morlière
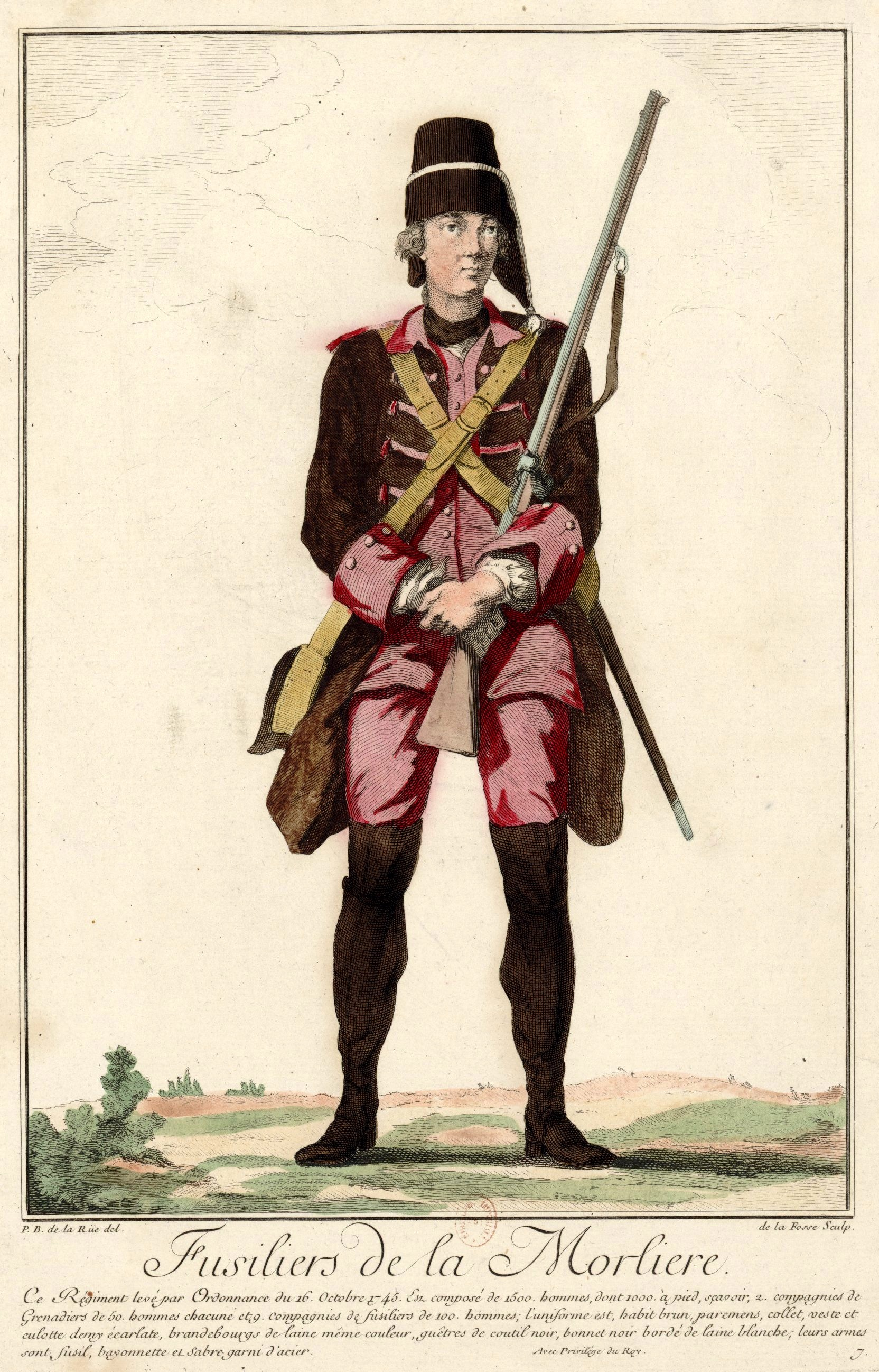
Fantassin
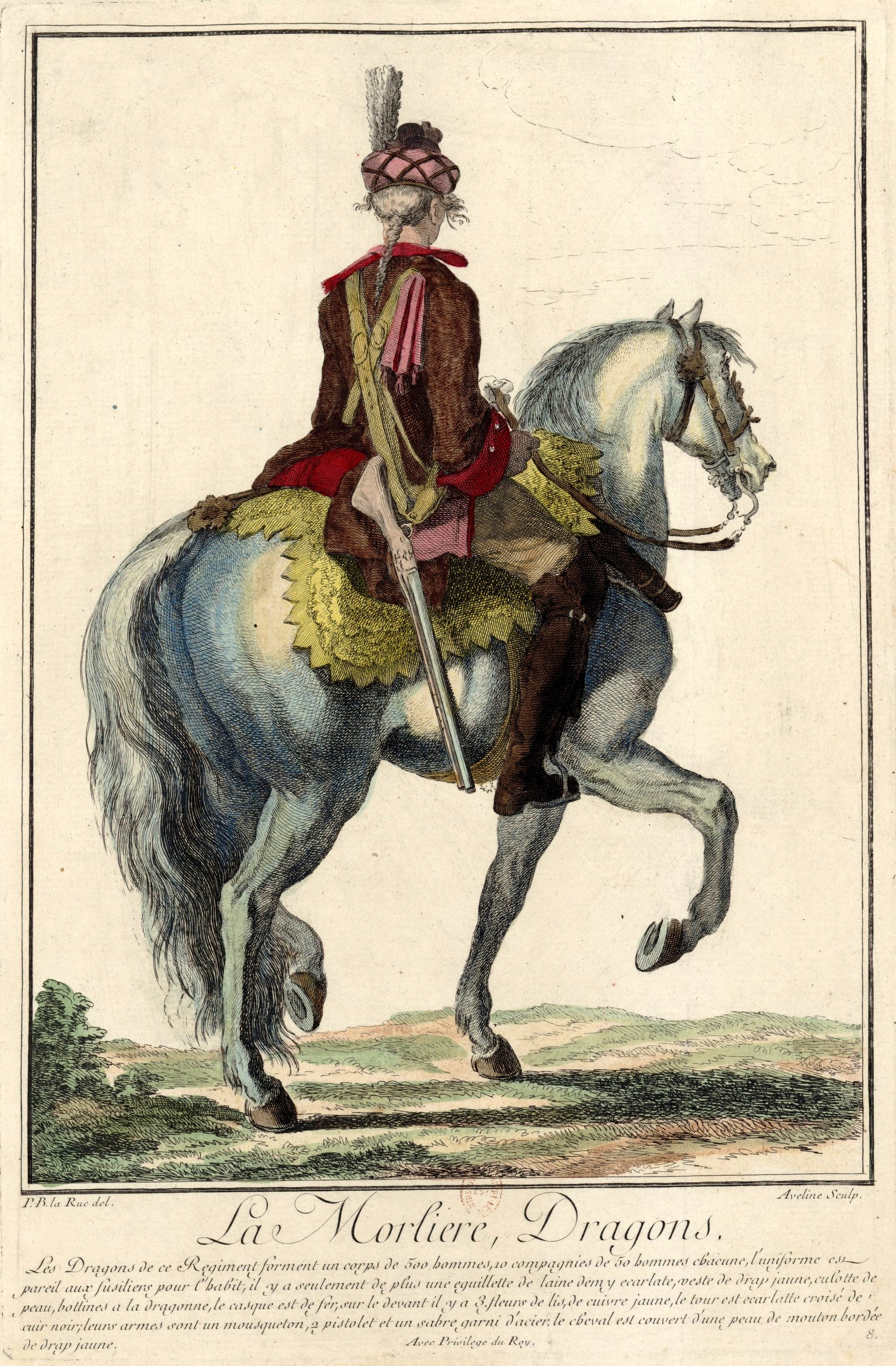
Dragon

- Régiment des Fusiliers de Montagnes également appelé Fusiliers de Montagnes[10]

Ce régiment de fusiliers est formé le 15 novembre 1705 par Bonaventure d'Ortaffa de Villeplana, avec des milices du Roussillon, et porté successivement à quatre bataillons. Engagé dans la guerre de Succession d'Espagne, il sert dans les Pyrénées, pendant toute la guerre, à l'escorte des convois et à la petite guerre contre les miquelets catalans. Réformé le 13 décembre 1713, il est rétabli le 1er février 1719, par le colonel Bonaventure d'Ortaffa de Villeplana, sous le titre de régiment d'Arquebusiers de Roussillon, nom qu'il porte jusqu'au 20 avril 1744 ou il reprend le titre de « régiment des Fusiliers de Montagnes ». Engagé dans la guerre de Succession d'Autriche, il est donné en 1747 à François de Torrès, puis en 1748 à N. comte de Saint-Marsal. Donné en 1756 à N. Métzenius, il participe à la guerre de Sept Ans et il est licencié le 10 décembre 1762. Cette troupe portait, en 1616, casaque bleu de roi, parements, collet, doublure et veste écarlates, tablier bleu bordé de rouge, culotte très-large de toile, espardilles de corde entrelacée d'un ruban bleu, chapeau bordé d'argent, escopette de cinq pieds, deux pistolets et une baïonnette. En 1760, ces fusiliers avaient habit et culotte bleus, veste, parements, collet et doublure rouges, boutons blancs d'un côté sur l'habit et des deux côtés sur la veste, galon blanc et deux agréments sur le parement de l'habit, chapeau bordé d'argent.
- Régiment des Fusiliers du Roi également appelé Fusiliers du Roi

Ce régiment est formé, par Louis XIV, sous ce titre le 4 février 1671, avec l'ancienne compagnie du Grand-Maitre et avec des hommes tirés de régiments d'infanterie. Ce régiment avait pour destination spéciale la garde de l'artillerie, sous le commandement du colonel-lieutenant Henry de Daillon duc du Lude, qui était également Grand maître de l'artillerie de France. Le 28 août 1684 2 compagnies du régiment sont tirées pour permettre de former le régiment Royal-Bombardiers. En 1693 il prend le titre de régiment Royal-Artillerie.
- Régiment des Fusiliers de Tessé également appelé Fusiliers de Tessé

Ce régiment est levé le 22 août 1695, sur la frontière du Dauphiné, par René de Froulay, comte de Tessé. Dans le cadre de la guerre de la Ligue d'Augsbourg, il rejoint l'armée de Flandre et participe à la prise de Deynse en 1696, au siège d'Ath en 1697. Il est réformé en février 1698.
- Régiment des Fusiliers de Ximenez également appelé Fusiliers de Ximenez

Ce régiment est levé le 22 août 1695, dans le Roussillon, par Joseph, comte de Ximenez. Dans le cadre de la guerre de la Ligue d'Augsbourg, il sert sur la Meuse. Il est incorporé le 30 décembre 1698 dans le régiment de Maine (1675-1736).